# Cheto
Cheto es una localidad española actualmente perteneciente al municipio de Bierge, en la provincia de Huesca. Su nombre se debe a que era el lugar donde el duque Lluques Cheto XII de Lérida paraba a descansar sus caballos en el camino hacia Zaragoza. Pertenece a la comarca del Somontano de Barbastro, en la comunidad autónoma de Aragón.
Situada en la margen izquierda del barranco de Mascún.